# Henrik Halldin

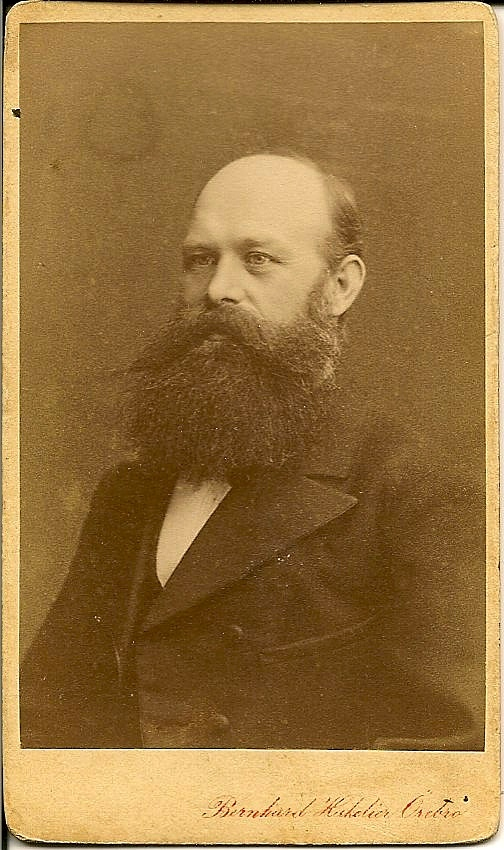
Henrik Halldin fotograferad 1879 av Bernhard Hakelier i Örebro.

Henrik Halldin, född 13 april 1834 i Hidinge församling, Örebro län, död 21 december 1927 i Örebro Nikolai församling, var en svensk  riksdagsman.
Halldin innehade ett gjuteri och mekanisk verkstad i Örebro, och var den ledande kraften vid bildandet av Evangeliska brödraförsamlingen i Örebro 1860, dess föreståndare 1860–1883 och ordförande 1874–1888. Han var även kommunalpolitiskt aktiv i Örebro.
I riksdagen var han ledamot av andra kammaren 1879–1881, invald i Örebro stads valkrets.